# Колычово
Колычово (Колычёво) — деревня в Жирятинском районе Брянской области, в составе Жирятинского сельского поселения. 
 Расположена на левом берегу реки Судости, в 4 км к востоку от села Жирятино. Население — 67 человек (2010).

## История
Упоминается с XVII века как владение Безобразовых, Зиновьевых; в XVIII веке — Тютчевых, Замятиных; в XIX веке — Васильчиковых, Львовых, Надеиных. Состояла в приходе села Творишичи (с 1870 — приписного к селу Жирятино).
Первоначально входила в состав Подгородного стана Брянского уезда; с последней четверти XVIII века до 1924 года в Трубчевском уезде (с 1861 — в составе Красносельской волости, с 1910 в Малфинской волости; в 1918—1919 входила во временно образованную Никольскую волость).
В 1924—1929 в Жирятинской волости Бежицкого уезда; с 1929 в Жирятинском районе, а в период его временного расформирования (1932—1939, 1957—1985) — в Брянском районе.
До 2005 года входила в Жирятинский сельсовет.